# Liste der Universitäten in Mauritius
Dies ist eine Liste der Universitäten in Mauritius:
- EIILM University, Ebene City
- Middlesex University, Vacoas-Phoenix
- Open University of Mauritius (OU), Réduit (Moka)
- University of Mauritius (UOM), Réduit (Moka)
- University of Technology (UTM), Pointes-aux-Sables
- Université des Mascareignes (UDM), Beau Bassin-Rose Hill